# Nannophlebia aglaia
Nannophlebia aglaia är en trollsländeart som beskrevs av Maurits Anne Lieftinck 1948. Nannophlebia aglaia ingår i släktet Nannophlebia och familjen segeltrollsländor. Inga underarter finns listade i Catalogue of Life.